# Gusinje

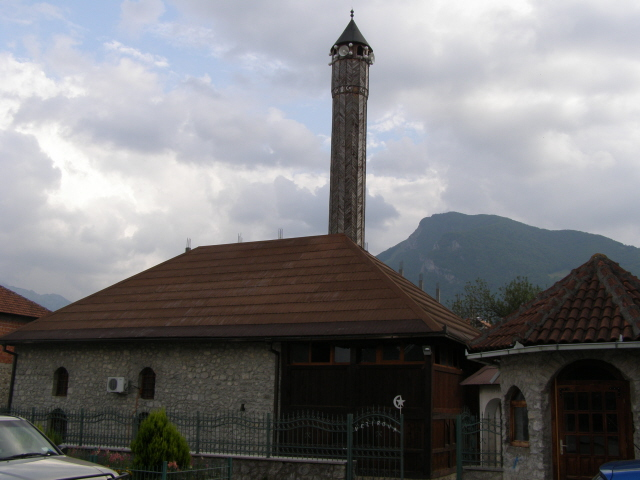
Zabytkowy meczet w Gusinju

Gusinje (cyr. Гусиње, alb. Gucia) – miasto w północno-wschodniej w Czarnogórze, siedziba gminie Gusinje. Leży nad rzeką Grnćar, na pograniczu czarnogórsko-albańskim (w pobliżu Gusinja znajduje się przejście graniczne prowadzące do albańskiego Vermosh). W 2011 roku liczyło 1673 mieszkańców.
Nazwa miejscowości pojawia się w XIV w., wówczas jako Gusino (Гусино). Do XVIII większość mieszkańców wyznawała religię katolicką, masowa konwersja nastąpiła w XVIII w., kiedy to 75% ludności stanowili muzułmanie. Na przełomie XIX/XX w. miasto było zdominowane przez Albańczyków, aspirujących w 1912, aby Gusinje przyłączyć do państwa albańskiego. Z Gusinja pochodził Ali Pasza, urzędnik osmański, który w latach 70. XIX w. opanował całe terytorium wschodniej Czarnogóry. 20 października 1912, w czasie I wojny bałkańskiej miasto zajęły oddziały armii czarnogórskiej.
W 1919 rejon Gusinja był jednym z ośrodków powstania plawskiego (Plavska pobuna), w ramach represji w mieście zamordowano 450 muzułmanów.
Według spisu ludności z 2003 w mieście mieszkały 1704 osoby, z czego 69% stanowili Boszniacy, 10,2% Albańczycy, a 2,8% Czarnogórcy. Liczba ludności systematycznie spada (w 1991 w Gusinje mieszkało 2472 osoby).
Najcenniejszym zabytkiem Gusinja jest pochodzący z XVIII w. meczet z drewnianym minaretem. W mieście działa klub piłkarski FK Gusinje.